# Lucas Till
Lucas Daniel Till, född 10 augusti 1990 i Fort Hood, Texas, är en amerikansk skådespelare. 
Till började sin karriär 2003 och har bland annat synts i filmer Hannah Montana: The Movie, X-Men: First Class, X-Men: Days of Future Past och X-Men: Apocalypse. Han spelar även huvudrollen i Macgyver (2016-2021) Under 2009 syntes han i musikvideon till Taylor Swifts låt You Belong with Me och till Miley Cyrus låt The Climb.  

## Filmografi i urval
- 2009 – Hannah Montana: The Movie  - Travis
- 2010 – The Spy Next Door  - Larry
- 2011 – Battle: Los Angeles - Scott Grayston
- 2011 – X-Men: First Class - Alex Summers / Havok
- 2011 – All Superheroes Must Die - Cutthroat
- 2013 – Stoker - Chris Pitts
- 2013 – Crush - Scott Noris
- 2013 – Paranoia - Kevin
- 2014 – X-Men: Days of Future Past - Alex Summers / Havok
- 2014 – Wolves - Cayden Richards
- 2014 – Strings
- 2016 – X-Men: Apocalypse - Alex Summers / Havok
- 2017 – Monster Trucks - Tripp